# Camptotypus maculatus
Camptotypus maculatus là một loài tò vò trong họ Ichneumonidae.